# Любарс
Любарс (нем. Lübars, произношениео файле) — восьмой район в составе административного округа Райникендорф в Берлине, до 1920 года находившийся в составе соседнего Виттенау. На севере граничит с Верхним Хафелем, на востоке — с округом Панков.

## Этимология
Происхождение названия Lübars по-прежнему остается спорным. Существуют, по меньшей мере, четыре различных версии его объяснения, причем первые три имеют славянские корни.
1. От старославянского Lüb=растительное волокно, например, липы. Отсюда: Липовое место или Липовка.
2. От старославянского Lib/as=источник. Отсюда: Место у источника.
3. От старославянского l’ub=любимый (схожую этимологию можно предположить и у Любека). Отсюда: Любимое место.
4. От первоначального Lubas = Место, принадлежащее человеку по имени Lubas.

## История
Основан примерно в 1230 году во времена расселения на восток немецкого населения Священной Римской империи, вероятно, переселенцами из Саксонии, где с XII века существует одноимённое местечко Любарс (Мёкерн) (откуда, по-видимому, и происходит название берлинского Любарса). Впервые упомянут в 1247 году как собственность монастыря Шпандау. Таким образом, Любарс всего на три года моложе Берлина, основанного в ту же волну переселения. Согласно Земельной книги Карла IV в 1375 году в Любарсе насчитывалось 28 дворов на правах собственности и одна таверна. После закрытия монастыря в 1558 году Любарс перешёл во владение курфюрстов Бранденбурга. В 1680 году деревня получила свою первую кузницу. Несмотря на то, что отныне новые дома строились с каменными стенами и дымовыми трубами, пожары по-прежнему оставались для Любарса главной опасностью: так в 1790 году возгорание, начавшееся на одной из местных конюшен, уничтожило половину деревни включая церковь, которая была заново отстроена тремя годами позже. Спустя два десятилетия рядом появилась и первая школа на 20 учеников, которая в 1906 году получила свой нынешний облик.
Первое значительное расширение Любарса пришлось на вторую половину XIX века, когда начали осваиваться территории южнее его исторического центра, а потом и на восток от него, где возникло поселение Вайдманнслуст. После реформы 1920 года Любарс, административно относившийся тогда к общине Дальдорф (ныне Виттенау) и насчитывающий 4 390 жителей, вошел в состав Большого Берлина, не утратив при этом своего типичного сельского облика. Поскольку разрушения, вызванные Второй мировой войной в целом и связанным с ней вступлением в Любарс 21 апреля 1945 года подразделений 82-й стрелковой дивизии были не столь значительны, как в других частях города, послевоенное восстановление района прошло относительно быстро. Этому же способствовала традиционная для Любарса ориентация на сельскохозяйственное производство, а позднее и на внутренний туризм. На протяжении почти 30 лет рядом с Любарсом, оказавшимся после войны в западной части Берлина, проходила Берлинская стена, примерно 5 км которой непосредственно являлись границей района.

## Транспорт
Единственным общественным транспортом, соединяющим Любарс с ближайшими станциями метрополитена и берлинской городской электрички, по-прежнему остается автобусная линия 222.

## Достопримечательности
Любарс, с его четко прослеживающейся средневековой географией поселения (т. н. Angerdorf), шестью действующими конными дворами и по сей день возделываемыми полями, находящимися в городской черте одной из крупнейших метрополий Европы, часто называют последней деревней Берлина. В историческом центре Любарса возвышается деревенская церковь с алтарем, некогда подаренным Фридрихом Вильгельмом I ныне не существующей церкви св. Гертрауды на Шпиттельмаркте. Вблизи неё и теперь растет шелковица, посаженная ещё при жизни императора Фридриха II во исполнение его указа, преследовавшего цель уменьшить зависимость Пруссии от импорта шёлка, а также почти 150-летний Дуб Мира, посаженный в честь победы Пруссии в войне 1870—1871 годов. Всего в двухстах метрах восточнее исторического центра Любарса находится последний свободно бьющий ключом источник Берлина Osterquelle (Пасхальный источник), впервые упомянутый ещё в 1751 году.
Кроме того Любарс располагает:
- своим небольшим парком развлечений[18], созданным путем рекультивации 45-метровой горы десятилетиями свозимого туда городского мусора[19],
- ведущей свою историю с середины XVIII века фермой-аттракционом Alte Fasanerie (Старая фазанерия)[20]
- пляжем, организованным на берегу озера Цигеляйзе[англ.], возникшего в результате затопления грунтовыми водами заброшенного карьера по добыче глины[21].

## Галерея

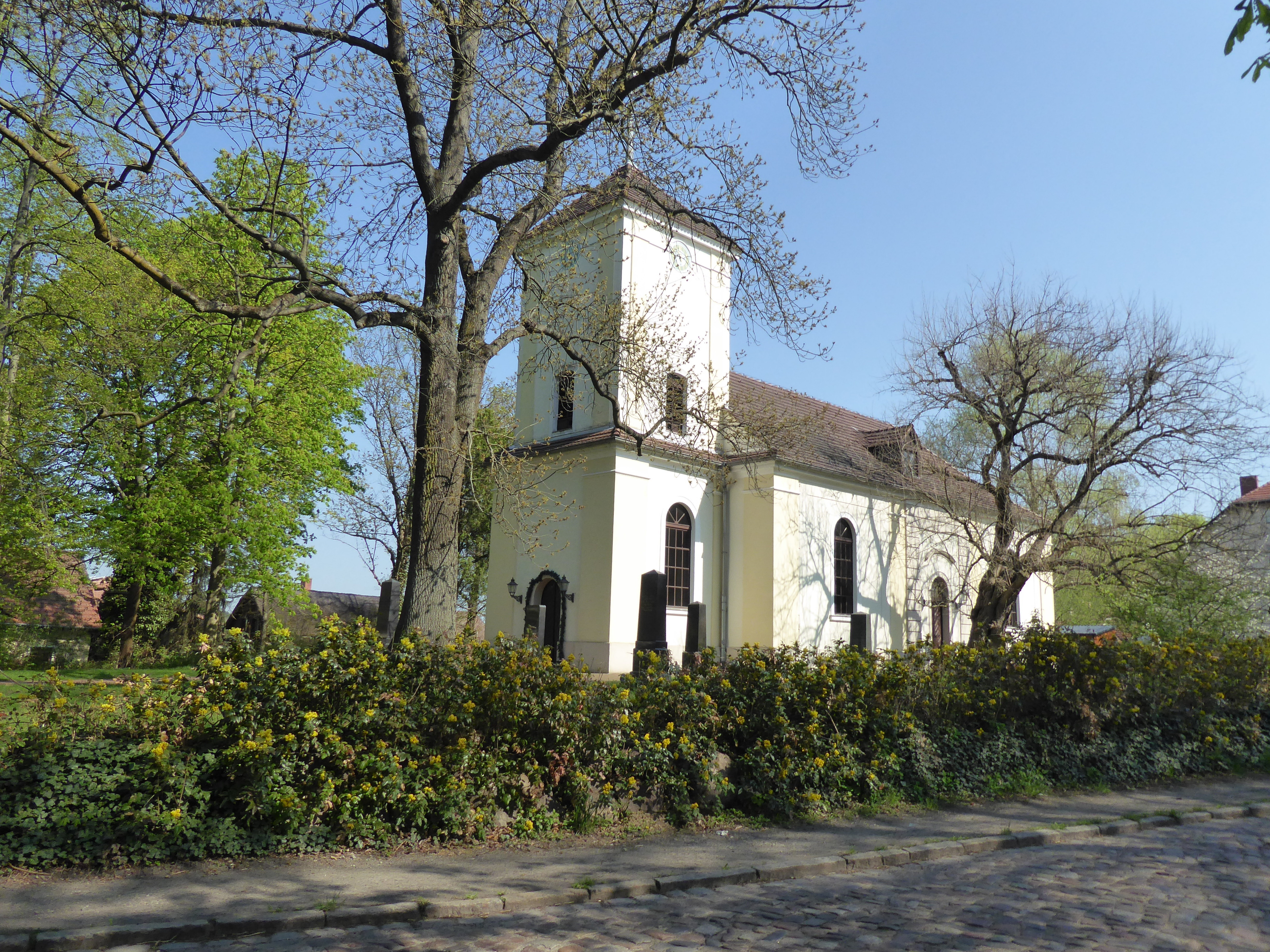
Деревенская церковь Любарс
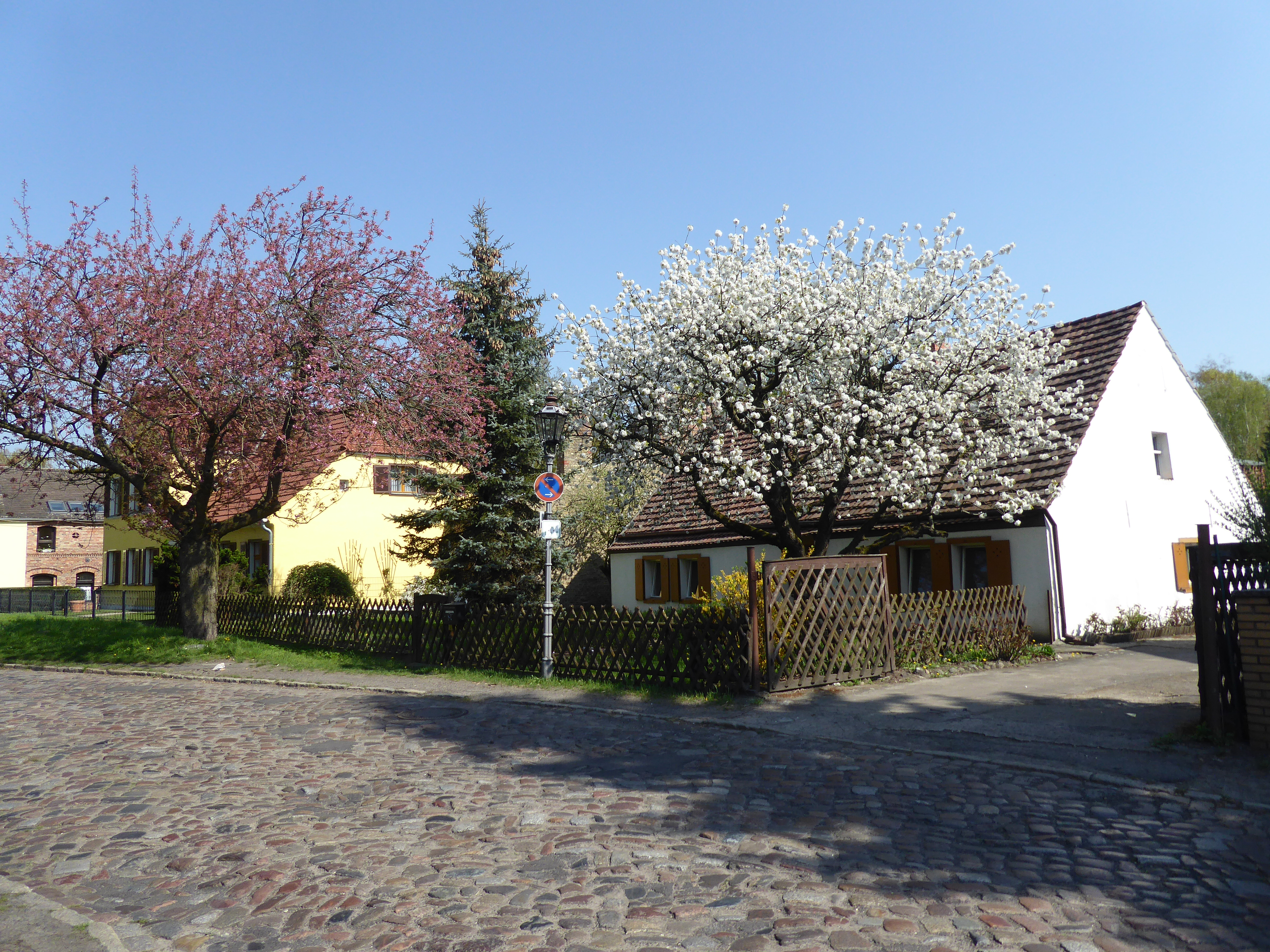
Часть исторического центра
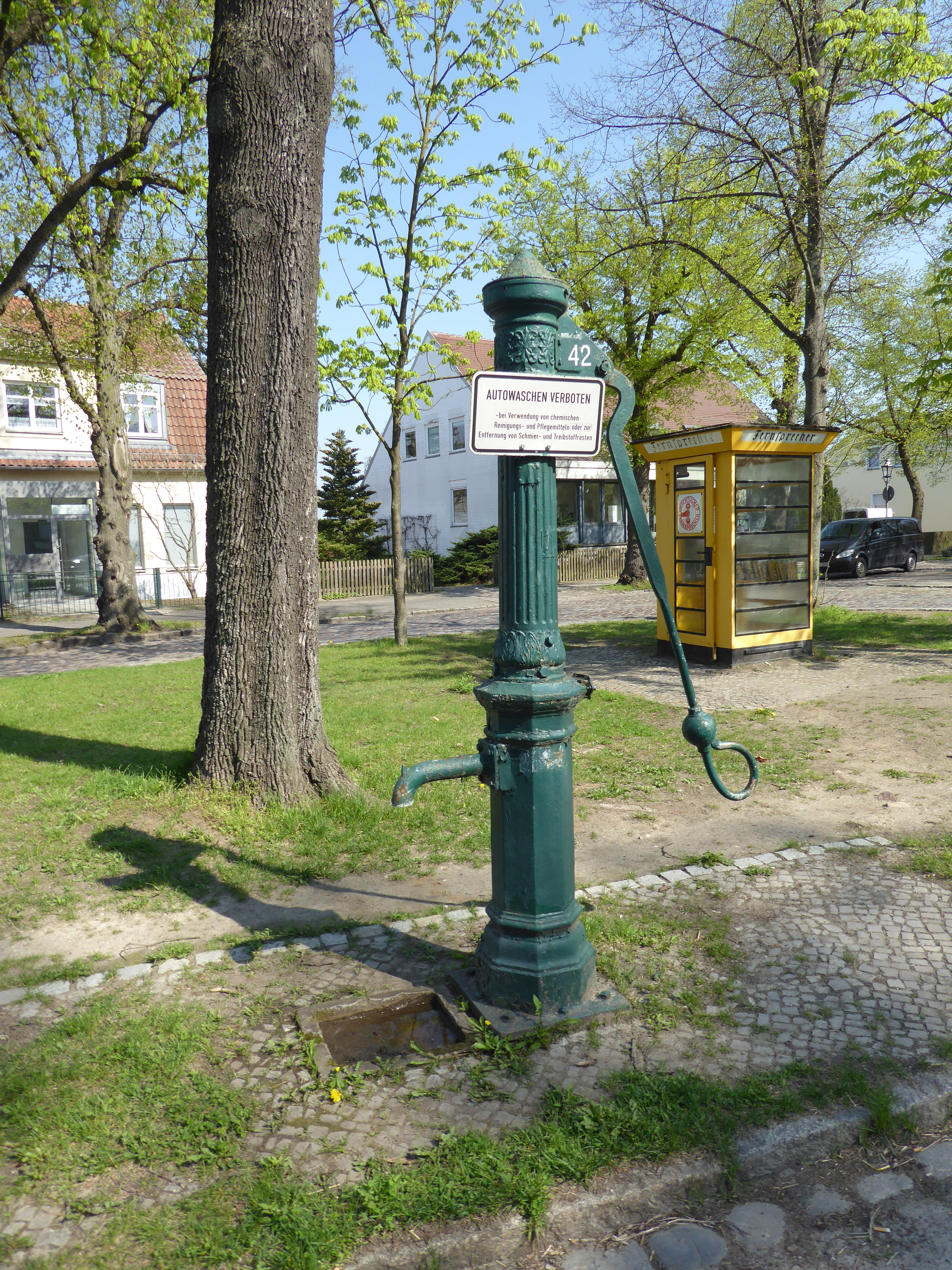
Водоразборная колонка и телефонная будка (1934 г)
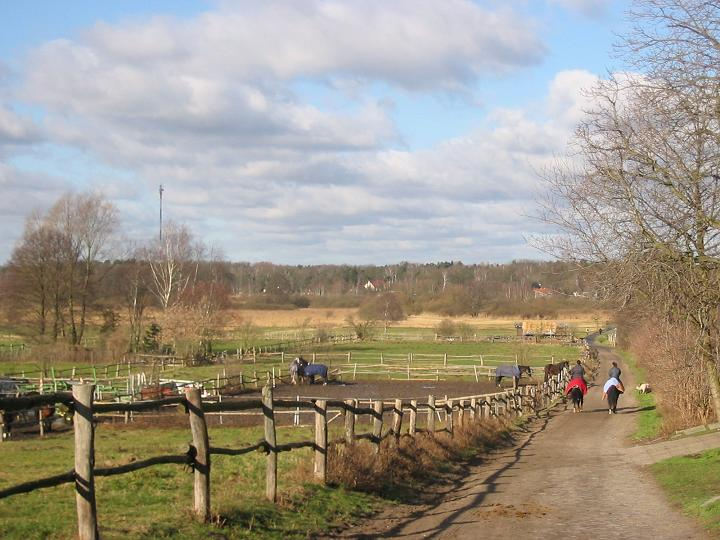
Один из конных дворов
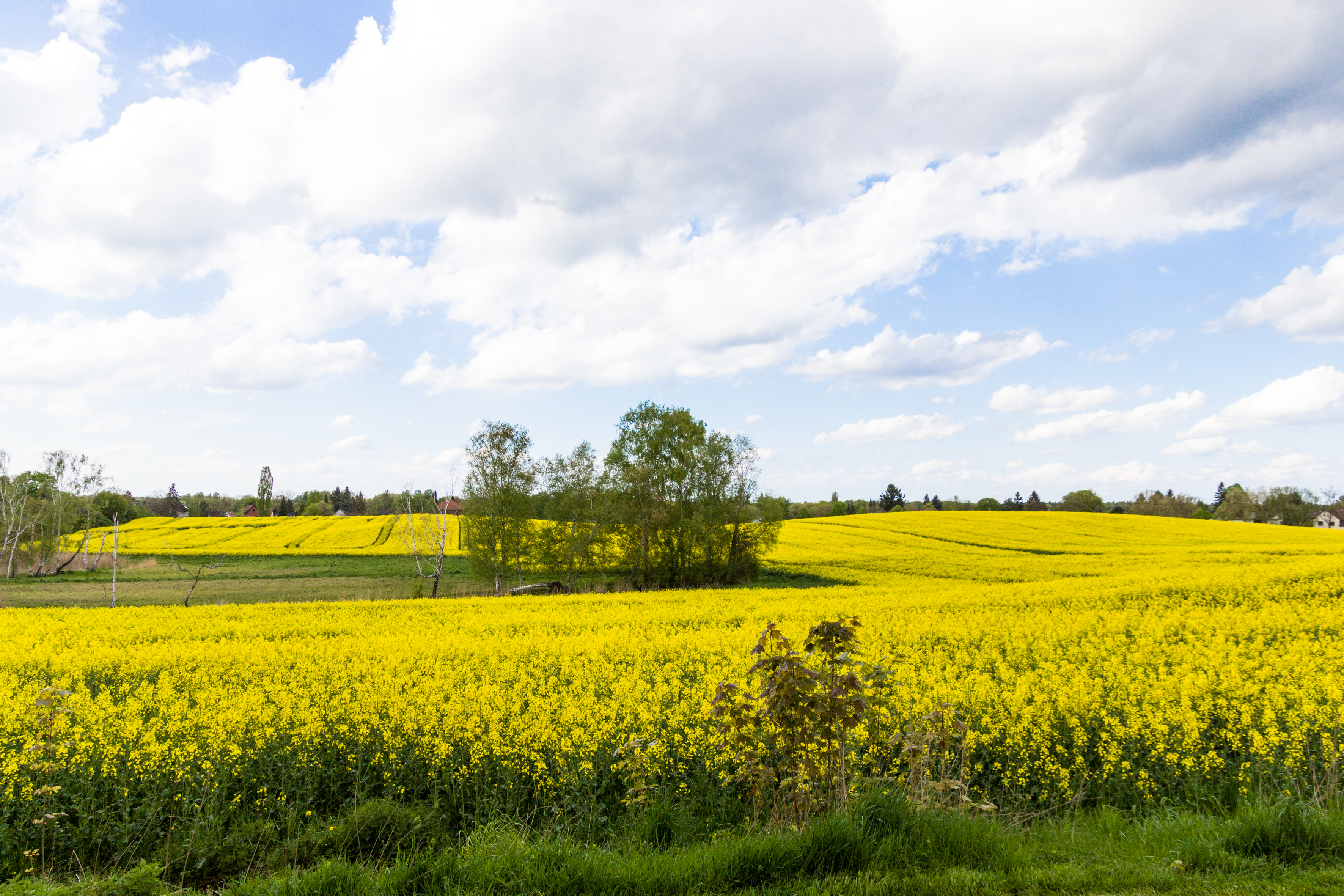
Рапсовые поля в Любарсе
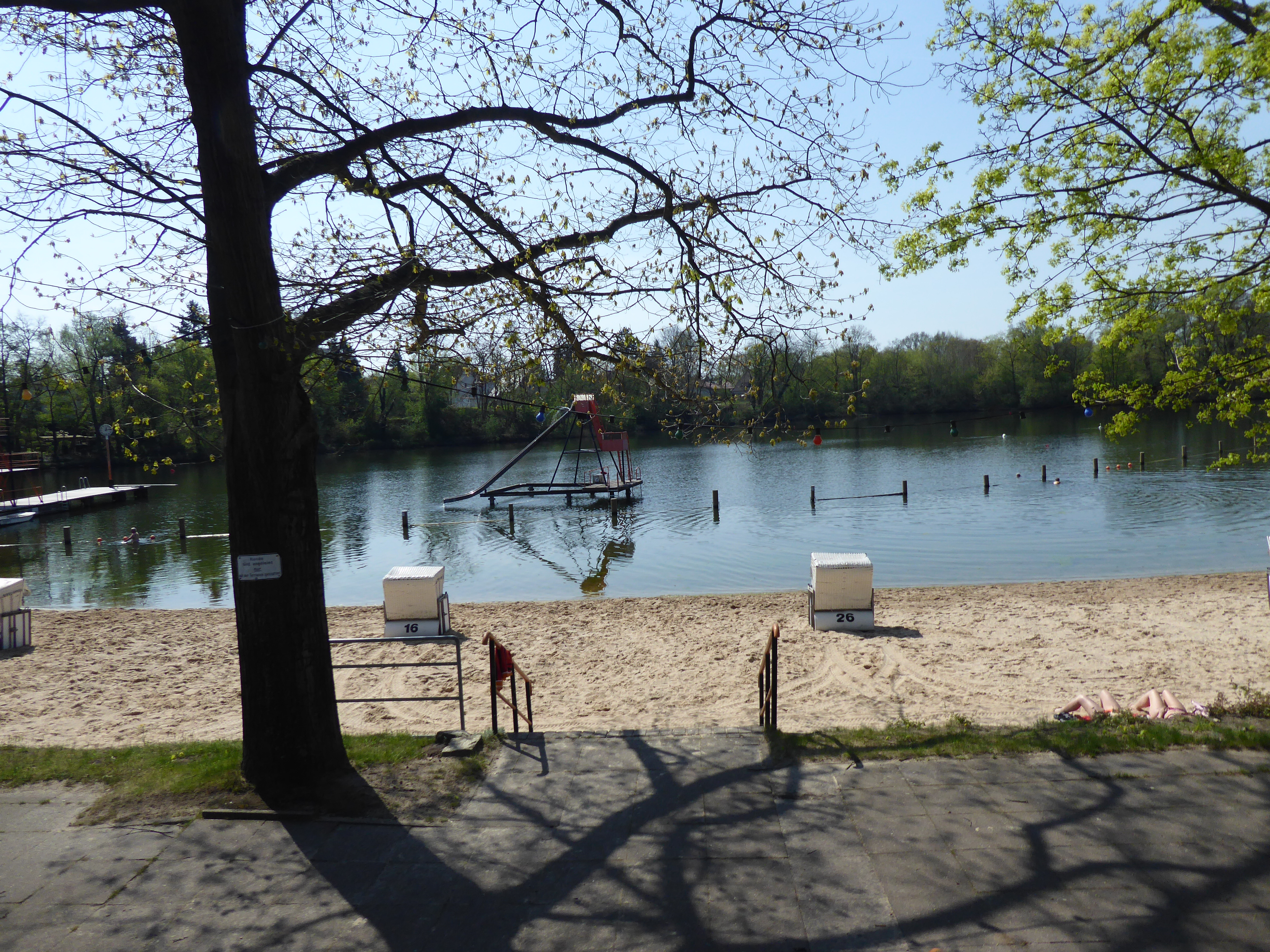
Цигеляйзе